# سيكا (شركة)
شركة سيكا هي شركة كيميائية سويسرية متخصصة في لوازم البناء والسيارات، يقع مقرها الرئيسي في بار ، سويسرا . لها مكانة رائدة في السوق في كل من قطاع البناء وصناعة السيارات. تركز أنشطة الأعمال على الأسواق السبعة المستهدفة.
تأسست سيكا في عام 1910 عندما وضع كاسبار وينكلر حجر الأساس للشركة. لقد عمل وينكلر نفسه من الفقر ليصبح رائد أعمال ناجحًا، وبحلول العشرينيات من القرن الماضي كان يعمل بالفعل في تأسيس شركات تابعة في الخارج. تضم الشركة اليوم أكثر من 17000 موظفًا وفروعًا في 98 دولة، ويبلغ حجم مبيعاتها السنوية 5.75 مليار فرنك سويسري (2016).

## روابط خارجية
- موقع سيكا العالمي
- سيكا المملكة المتحدة الموقع